# Гражданские войны. Часть 2
«Гражданские войны. Часть 2» (англ. Civil Wars, Part 2) — четвёртый эпизод второго сезона американского мультсериала «Легенда о Корре».

## Сюжет
Уналак арестовывает родителей Корры для суда. Эска и Десна ищут Варика, которого их отец также хочет отдать под правосудие, но не находят его. Болин переживает, что всё ещё не расстался с Эской, и Асами говорит ему быть честным с девушкой. Варик, прятавшийся в шкуре медведя-утконоса, раскрывается перед друзьями. Мако идёт искать Корру, а Варик даёт Болину денег, чтобы тот дал взятки, кому надо. Тем временем Тензин ищет Икки и находит её за чаепитием с бизонами в лесу. Девочка обижена на брата и сестру, и отец присоединяется к её церемонии. На суде, увидев судью Хота, Болин понимает, что отдал деньги каким-то левым парням. В ходе юридического процесса Уналак рассказывает о попытке его похищения и спасении Коррой. Хота выясняет от Аватара, что собрание заговорщиков проходило в доме Тонрака, и его вели он и Варик. Корра заступается за родителей, но судья уходит, чтобы вернуться с принятым решением. Во время перерыва Болин признаётся Эске, что его чувства остыли, но она заставляет его жениться на ней. Хота выносит приговор: он признаёт Сенну невиновной, а всех остальных — преступниками, которых приказывает казнить. Корра угрожает судье, и тогда Уналак просит его проявить снисхождение. Хота заменяет смерть на пожизненное заключение. Тензин и Икки говорят о семье и понимают, что несмотря на ссоры, они любят друг друга и должны быть вместе. Они идут домой.
Корра и Сенна общаются с Тонраком в тюрьме, но он просит дочь не делать никаких глупостей. Дома мать плачет, и Корра всё же решает разобраться. Она преследует судью и угрожает ему Нагой. Он признаётся, что делал всё по указке Уналака, и пробалтывается, что тот виноват в изгнании брата. Буми любуется на статую отца в святилище Южного храма воздуха и общается с Каей. Корра рассказывает друзьям о том, что много лет назад Уналак нанял варваров для нападения на северное племя Воды и велел им затем скрыться в лесу, чтобы подставить Тонрака, который преследовал их и разрушил территорию духов. К команде приходит Болин, переодетый в одежду северного племени, и сообщает о нежеланной помолвке. Герои идут выручать отца, но не обнаруживают его в тюремной камере. Уналак говорит, что его везут в северное племя. Корра больше не доверяет дяде, и они сражаются. Команда Аватара убегает, чтобы преследовать уплывающее судно. Они садятся на корабль Варика, и он отправляет Корру с Мако на своём самолёте, чтобы Аватар уничтожила флотилию. Сделав это, она находит корабль с Тонраком и освобождает отца. Тензин и Икки возвращаются к семье, и девочка мирится с Джинорой и Мило, а её отец — с Буми и Каей. Корра рассказывает отцу о предательстве Уналака, и он просит её заручиться помощью Президента Объединённой Республики, пока сам будет отбивать натиск брата. Когда Тонрак и его люди уходят, команда Аватара видит приближающуюся разгневанную на Болина Эску и уплывает от неё.

## Отзывы

Динамика оценок IGN к эпизодам 2 сезона мультсериала

Макс Николсон из IGN поставил эпизоду оценку 8,5 из 10 и написал, что серия «отлично справилась с использованием каждого члена команды Аватара, особенно в конце эпизода, когда группа объединилась с Вариком, чтобы совершить храброе спасение-побег».
Эмили Гендельсбергер из The A.V. Club поставила эпизоду оценку «B-» и написала: «Болин ужасен во взяточничестве. Также как и при расставании с сумасшедшими девушками (!), которые очень злятся из-за того, что их бросили, и выглядят довольно устрашающе, когда их подводка для глаз размазана по лицу».
Майкл Маммано из Den of Geek дал серии 4 звезды из 5 и написал, что «этот эпизод действительно произвёл фурор», разочаровавшись лишь в том, что Уналак «неутешительно преобразился из морально сложного антагониста» в типичного злодея.
Главный редактор The Filtered Lens, Мэтт Доэрти, поставил эпизоду оценку «B» и написал, что «семейная динамика действительно лучшая черта Книги Второй». Мордикай Кнод из Tor.com подметил, что «у Корры действительно есть свой [определённый] „типаж“».
Эпизод собрал 2,38 миллиона зрителей у телеэкранов США.